# Ljubym Kohan
Ljubym Kohan (ukrainisch Любим Коган; * 2. Juli 1975 in Czernowitz) ist ein ehemaliger ukrainischer Skispringer.

## Werdegang
Kohan, der für Dynamo Lwiw startete, gab sein internationales Debüt bei den Olympischen Winterspielen 1998 in Nagano. Auf den Hakuba-Schanzen erreichte er von der Normalschanze punktgleich mit dem Schweizer Marco Steinauer den 56. Rang. Von der Großschanze sprang Kohan auf den 61. Platz und landete damit nur auf dem vorletzten Rang vor dem Südkoreaner Kim Heung-soo.